# 塚本麻里衣
塚本 麻里衣（つかもと まりえ、1987年9月28日 - ）は、朝日放送テレビ (ABC) 所属のアナウンサー。2020年には、同局を含むANN加盟局の優秀なアナウンサーを表彰するANNアナウンサー賞で、第19回の大賞を受賞している。
身長は164cmで、夫はアキナの秋山賢太。

## 来歴・人物
兵庫県宝塚市の出身で、兵庫県立宝塚西高等学校を経て、同志社大学社会学部メディア学科へ進学。大学生時代には、第56代（2008年）の今宮戎神社福娘や、第39期サンテレビ・ガールズを務めていた。
中学生時代からアナウンサーになることを志望。高校の先輩には、毎日放送アナウンサーの上泉雄一がいる。サンテレビ・ガールズのプロフィールにも、「将来の夢はアナウンサー」と記載していた。
大学卒業後の2010年に、アナウンサーとして朝日放送へ入社。同期入社のアナウンサーは角野友紀。2010年7月7日の『ABC朝日ニュース』（当時のラジオニュース）で、朝日放送アナウンサーとしての「初鳴き」（番組デビュー）を果たした。
2010年9月から、『NEWSゆう+』（当時平日の夕方に関西ローカルで放送されていた報道・情報番組）の気象キャスターとして、テレビ・ラジオを通じて初めてレギュラー出演。2011年3月から同年9月の番組終了までは、スポーツキャスターを兼務していた。後継番組『キャスト』では、2011年10月の放送開始から2017年12月までサブキャスター、2018年1月から3月まで古川昌希と共にメインキャスターを担当。先輩アナウンサーの上田剛彦が単独でメインキャスターを務める2018年4月以降の放送でも、古川とのコンビで、サブキャスターとして上田を支えた。結局、平日の夕方に関西ローカルで放送される報道番組へ、10年間にわたってレギュラーで出演した。
ラジオ番組では、2017年元日から放送を開始した『日曜は三喬日和』に、朝日放送への入社後初めてレギュラーで出演。同年10月2日からは、産前産後休暇に入った乾麻梨子から、『よなよな…』の月曜パートナーを引き継いでいる（2018年4月から火曜パートナーへ異動）。その一方で、2018年2月9日から15日までは、朝日放送代表のリポーターとして平昌オリンピック前半の取材を担当。『キャスト』をはじめ、テレビ・ラジオの生放送番組向けに、開催地の平昌からリポートを送った（後半には川添佳穂が派遣された）。
2019年2月9日に、秋山との婚姻届を提出した。秋山は、2016年8月22日から2018年12月24日まで、当時『キャスト』の月曜日で放送されていた冠ロケコーナー（「アキナの2日目のアレいただきます。」→「月曜日のアキナたち ここよりおいしいアレいただきます」）のリポーター（「アキナ」の相方・山名文和と共に担当）として塚本と共演していた。
2019年6月12日の『よなよな…』火曜日にて遅い冬休み休暇と称し極秘裏に、ハワイの某邸宅の庭で身内と親しい友人のみ（総勢20名弱）で挙式したことを報告した。父親とバージンロードを歩く際に突然のスコールで一旦退避し、2度バージンロードを歩くことになった。同年7月14日に大阪市内のホテルで、山名・古川の司会による結婚披露宴を開催。
その一方で、2019年には「笑顔の村」（朝日放送テレビが『日本のチカラ』向けに制作したドキュメンタリー作品）でナレーションを担当。翌2020年の第19回ANNアナウンサー賞で、ナレーション部門の優秀賞に加えて、「大賞」（表彰対象の全部門における最優秀賞）を受賞した。ちなみに、前年の第18回では、古川が『キャスト』での事件現場中継リポートによって大賞に選ばれている。
2020年10月2日に『キャスト』のサブキャスターを勇退。同年12月1日（火曜日）の『よなよな…』オープニングで、第一子を懐妊していることを公表した。『よなよな…』火曜日を2021年1月26日放送分で降板したうえで、同年2月1日から産前産後休暇を取得。3月23日には、長女を出産したことが秋山を通じて公表された。2022年5月9日から、アナウンサーとして職場に復帰。同年9月30日（金曜日）から放送を開始した『きっちり!まったり!桂吉弥です』で、ABCラジオが制作する生ワイド番組へのレギュラー出演を再開したほか、「2023年ABC女性アナウンサーカレンダー」のプロデュースを手掛けた。2023年からは、番組・イベント出演などの対外活動と並行しながら、所属部署（アナウンスセンター）の内勤でデスク（自身を含めたアナウンサーの勤務管理）業務を担っている。2024年12月6日「きっちり!まったり!桂吉弥です」オープニングで第二子を懐妊していることを公表した。年始から産前産後休暇を取得予定。
特技は高校野球のうぐいす嬢のモノマネ。趣味はお酒を飲むこと、芸術鑑賞、ラーメンの食べ歩き、祖父母の畑仕事を手伝うこと。尊敬する人は両親。好きな言葉は、"The only way to do great works is to love what you do"（素晴らしい仕事をしたいなら進むべき道はただ一つ、自分のする仕事が大好きであること）である。

## 担当番組

### 現在
- ABCニュース（テレビ・ラジオとも不定期[注釈 4]）
  - 『キャスト』のキャスター担当期間中は、金曜深夜からの宿直勤務の一環として、後述する『サクサク土曜日 中邨雄二です』内で担当する程度にとどめていた。キャスターを退いた2020年10月改編から、産前産後休暇に入る前月（2021年1月）までは、平日や日曜日の午前 - 夕方帯を随時担当。第一子の出産と育児休暇を経て、2022年5月9日（月曜日）13時台のニュース（『上沼恵美子のこころ晴天』への内包分）から担当を再開した。

#### テレビ
- newsおかえり（2023年9月12日 - ） - サブキャスター（月・火曜日担当）
  - 産前産後休暇の直前までサブキャスターを務めていた『キャスト』の後継番組（2022年4月開始）で、テレビでは休暇から復帰後初めてのレギュラー番組。

#### ラジオ
- きっちり!まったり!桂吉弥です（2022年9月30日 -  ）
  - 桂吉弥（落語家）のパートナーとしてレギュラー出演。番組タイトルの「きっちり」には吉弥（きちや）、「まったり」には塚本の名前（麻里衣＝まりえ）を重ねているという。その一方で、2022 FIFAワールドカップ開催期間中の放送でリスナーから愛称を募集したところ、優勝チーム（アルゼンチン）の往年の名選手（ディエゴ・マラドーナ）にちなんで「マリドーナ」との名が付けられた。
- UP↑↑（アップ：水曜パーソナリティ）
  - 2023年度の下半期限定で火 - 木曜日の18:00 - 21:00に編成されている生ワイド番組で、サマンサ・アナンサとのコンビで担当[6]。
- 『サマンサ・アナンサのDOUP』（サマンサ・アナンサのド・アップ）という生放送番組を、8月の全国高等学校野球選手権本大会期間中14を除いて阪神タイガースのナイトゲームが組まれていない土曜日の19:00 - 21:30に生放送。2023年度における番組の出演者から、サマンサ・アナンサが「パーソナリティ」、塚本が「パートナー」として出演している。

### 過去

#### テレビ
- 速報!甲子園への道 - リポーター（2010年）
- 全国高校野球選手権大会中継 - リポーター（2010年）
- NEWSゆう+ - 気象兼スポーツキャスター（2010年9月 - 2011年9月）
- サーフストリート（関連会社のsky・A sports+で放送、2011年度から「マリン」の愛称でナビゲーターを担当）
- キャスト - サブキャスター（2011年10月 - 2017年12月）→メインキャスター（2018年1月 - 3月）→サブキャスター（2018年4月[注釈 5] - 2020年10月2日）
- おはよう朝日です（2011年2月7日、喜多ゆかりが海外取材で不在時の代理アシスタント、2011年4月7日 - 9月30日、レギュラーリポーター）
- 朝だ!生です旅サラダ（2011年7月 - 2020年）
  - 近畿地方担当の中継リポーターとして不定期で出演。2013年1月5日放送分では、スタジオで進行キャスターを務めた[注釈 6]。
- サンデーLIVE!!（テレビ朝日・朝日放送テレビ・メ～テレの共同制作によるテレビ朝日系列全国ネット番組） 
  - 第1回放送分（2017年10月1日）の「朝メシLIVE!!」で、滋賀県近江八幡市沖島からの生中継リポートを担当した。
  - 後輩アナウンサーのヒロド歩美がサブキャスター陣に加わっている関係で、2018年・2019年の全国高等学校野球選手権大会と2020年甲子園高校野球交流試合の期間中には、大会の取材やダイジェスト番組への出演でテレビ朝日のスタジオに出向けないヒロドの代役扱いでサブキャスターを務めた。
- 東野幸治のニッポン強靭化計画（2021年1月10日 - 31日、「秘書」として出演）
  - 2021年2月1日から産前産後休暇に入ったため、放送上は休暇前最後の出演番組になった。
- マンスリーABC（2022年8月27日・10月29日、司会[注釈 7]）

#### ラジオ
- 矢野燿大の「アスリートの舞台裏」（2011年5月 - 、月1回ペースで放送。岩本計介とともに矢野のパートナーを担当）
- 日曜は松喬日和（2017年1月1日 - 2019年9月29日、初代パートナー）
  - ラジオでは初めてのレギュラー番組で、七代目笑福亭松喬が「笑福亭三喬」と名乗っていた時期から出演。出演期間中に秋山と結婚した後に、2019年10月からパートナーを後輩アナウンサーの斎藤真美に交代した。ちなみに、斎藤も番組が終了する2020年9月末に結婚している。
- よなよな…（月曜パートナー：2017年10月2日 - 2018年3月26日→火曜パートナー[注釈 8]：2018年4月3日 - 2021年1月26日）
- 塚本・西森のゆかいな金曜日!（2020年1月24日）
  - 本来のパーソナリティの1人である喜多ゆかりの産前産後休暇入りに伴って、2019年11月から喜多の代役を務めている柴田博（いずれも先輩アナウンサー）がインフルエンザに感染したため、「代役の代役」として『キャスト』の本番前に出演。
- サクサク土曜日 中邨雄二です（不定期）
  - 2016年2月20日・2023年9月16日放送分で、林智美に代わってアシスタントを務めた。一時は番組内の『ABCニュース』や平昌オリンピックのリポートなどでも出演していたため、放送上は「サクサクファミリー」の一員とみなされている。
  - 産前産後休暇の2日前（2021年1月30日）には、「雄ちゃんの朝の朗読カフェ」（朝日放送テレビのアナウンサーが朗読を披露する企画）を担当。『たけくらべ』（松浦理英子による現代語訳の一節）を事前に朗読した音源が放送された後に、電話で生放送に出演した。
- 赤星憲広のオーライオーライ（2021年12月29日）
  - 『よなよな…』で共演した経験のある赤星憲広（朝日放送ラジオなどの野球解説者、元・阪神タイガース外野手）が独身生活を貫いていることを踏まえて、秋山との結婚生活の良さを赤星に伝えるべく、産後休暇中にもかかわらず秋山と揃って電話で出演。ラジオ番組で秋山と共演することは、結婚後初めてであった。ちなみに、赤星は2022年4月に徳原恵梨と結婚している。
- ドッキリ!ハッキリ!三代澤康司です
  - 産前産後休暇・育児休暇の期間中を除いて、通常は番組内の「ABCニュース」（9時台・10時台・11時台）を、シフト勤務の一環で随時担当している。以下では、それ以外の目的や事情による出演例のみ記載。
    - 2022年9月21日（水曜日）：放送の開始を翌週に控えていた『きっちり!まったり!桂吉弥です』（『きちまり』）のPRを兼ねて、近藤夏子（本来の水曜パートナー）の代役で出演。
    - 2022年9月29日（木曜日）：放送の開始を翌日に控えていた『きちまり』のPRを兼ねて、「話のひき出し」（番組終盤の11時台後半に編成されているコーナー）からエンディングパートにかけて、桂吉弥と共に「ゲスト」として出演。
    - 2023年8月24日（木曜日）：朝日放送（テレビ）アナウンサー時代に塚本の上司だった三代澤康司（フリーアナウンサー）がインフルエンザの感染によって出演を見合わせたことを受けて、番組のタイトルを変えないまま、三代澤に代わってパーソナリティを担当。当初、1週間前の木曜日で第105回全国高等学校野球選手権記念大会の休養日に設定されていた17日に、夏休み中の三代澤に代わってパーソナリティを担当する予定だったが、日程順延により幻となっていた。
- おはようパーソナリティ古川昌希です（2022年9月30日）
  - この日から放送を開始した『きちまり』の前枠番組で、同番組のPRを兼ねてゲスト出演。パーソナリティの古川とアシスタントの去来川奈央は、本番の直後に『きちまり』のオープニングパートへ登場した。
- ABCラジオホリデースペシャル『ますだおかだ増田　もういっこの土曜日』（2023年9月23日）
  - 当日が「ホリデー」（秋分の日）であったことを踏まえて午後帯（13:00 - 17:40）に編成された特別番組で、『よなよな…』の火曜分などで共演していた増田英彦（ますだおかだ）のパートナーとして全編に出演。

以下はいずれも、「ABCパワフルアフタヌーン」（平日午後）枠内の生ワイド番組。
- 桑原征平粋も甘いも（2018年2月28日）
  - 平昌オリンピックの報告を主な目的に、「征平の1時の一字」（当時午後1時台に放送されていたコーナー）にゲストで出演。
  - 「征平の1時の一字」を放送していた水曜日には当時、『日曜は松喬日和』を朝日放送本社内のラジオスタジオで隔週に収録。塚本が同番組のパートナーを務めていた時期には、『粋も甘いも』本番前の桑原征平と顔を合わせた模様を、桑原が放送中に語ることもあった。
- ますだおかだ増田のラジオハンター!
  - 増田英彦（ますだおかだ）の冠番組として、自身の育児休暇中であった2021年9月30日から「ABCパワフルアフタヌーン」の木曜枠で放送。休暇から復帰した2022年5月から、番組内の『ABCニュース』を随時担当している。
  - 2022年6月23日放送分の「コレちょっと どないかならんのかい!」（通常は局外から専門家・有識者を迎える13時台の討論コーナー）では、「コレ」（テーマ）を育児に設定したことから、「育児の専門家」（ゲスト）として増田との再会を果たした。さらに、本来増田のパートナーを務めている武田和歌子（先輩アナウンサー）が所轄の保健所から「新型コロナウイルス感染症（COVID-19）に罹患した近親者の濃厚接触者」に指定されたことを受けて、同年7月28日放送分でパートナー代理を急遽担当。武田が腰痛で静養を余儀なくされていた2022年12月8日・15日および、COVID-19の罹患に起因しない発熱で出演を見合わせていた2023年4月13日放送分でも、パートナーを代行した。
- 兵動大樹のほわ〜っとエエ感じ。（2022年10月7日）
  - 『きちまり』の後枠番組で、同番組の本番直後に「ゲスト」として桂吉弥と出演。ちなみに、吉弥と兵動大樹（矢野・兵動）は、舞台俳優として『はい!丸尾不動産です。』シリーズで共演している。
- ミルクボーイの火曜日やないか!（2023年5月16日）
  - 本来のパートナーの澤田有也佳（後輩アナウンサー）が発熱で出演を見合わせたことを受けて、パートナーを急遽代行。

朝日放送ラジオがMBSラジオ・ラジオ大阪と共同で運営していた京都中継局の廃局（2023年9月30日）に際しては、同局からの放送の終了と廃局後の対応をリスナーに知らせる目的で収録されたアナウンス音源が、廃局の前月（8月）から当日までスポットCM枠で随時放送されていた。

## 映画
- 映画 プリキュアオールスターズNewStage3 永遠のともだち（2014年、ニュースキャスター役〈声の出演〉）